# ام زویتینه
ام زویتینه  یک منطقهٔ مسکونی در اردن است که در استان امان واقع شده‌است.